# Stephanie Mills
Stephanie Dorthea Mills (Queens, 22 de marzo de 1957) es una cantante, compositora de R&B, soul y góspel, y actriz estadounidense de Broadway.
Ha recibido diversos reconocimientos, entre ellos un Anexo:Premio Grammy a la mejor interpretación vocal de R&B femenina en la ceremonia de 1981 por «Never Knew Love Like This Before».

## Participaciones en teatro
- Maggie Flynn (1968).
- The Wiz (1975–1977; 1984; 1993).
- Harlem Suite (1988).
- Stephanie Mills Comes Home to Broadway' (1989).
- Children of Eden (1997).
- Purlie (1998).
- Funny Girl (2002) (concierto benéfico).

## Discografía

### Álbumes de estudio
| 1974                                                                          | Movin' in the Right Direction     | —   | —  | — | —  |                           | ABC              |
| 1975                                                                          | For the First Time                | —   | —  | — | —  |                           | Motown           |
| 1979                                                                          | What Cha' Gonna Do with My Lovin' | 22  | 12 | — | 87 | - Estados Unidos: Oro     | 20th Century-Fox |
| 1980                                                                          | Sweet Sensation                   | 16  | 3  | — | —  | - Estados Unidos: Oro     | 20th Century-Fox |
| 1981                                                                          | Stephanie                         | 30  | 3  | — | —  | - Estados Unidos: Oro     | 20th Century-Fox |
| 1982                                                                          | Love Has Lifted Me                | —   | —  | — | —  |                           | Motown           |
| 1982                                                                          | Tantalizingly Hot                 | 48  | 10 | — | —  |                           | Casablanca       |
| 1983                                                                          | Merciless                         | 104 | 12 | — | —  |                           | Casablanca       |
| 1984                                                                          | I've Got the Cure                 | 73  | 10 | — | —  |                           | Casablanca       |
| 1985                                                                          | Stephanie Mills                   | 47  | 4  | — | —  |                           | MCA              |
| 1987                                                                          | If I Were Your Woman              | 30  | 1  | — | —  | - Estados Unidos: Platino | MCA              |
| 1989                                                                          | Home                              | 82  | 5  | — | —  | - Estados Unidos: Oro     | MCA              |
| 1991                                                                          | Christmas                         | —   | —  | — | —  |                           | MCA              |
| 1992                                                                          | Something Real                    | —   | 22 | — | —  |                           | MCA              |
| 1994                                                                          | Personal Inspirations             | —   | —  | 8 | —  |                           | GospoCentric     |
| 2004                                                                          | Born for This!                    | —   | 25 | — | —  |                           | Lightyear        |
| "—" denota que el lanzamiento no apareció en las listas en dicho territorio.. |                                   |     |    |   |    |                           |                  |

### Álbumes compilatorios
- Greatest Hits - In My Life (1987, Casablanca)
- The Collection (1992, Castle Communications)
- The Best of Stephanie Mills (1995, Mercury)
- Greatest Hits (1985-1993) (1996, MCA)
- The Best of Stephanie Mills (1997, PolyGram)
- The Ultimate Collection (1999, Hip-O)
- Stephanie Mills The Collection (1999, Spectrum Music)
- The Power of Love: A Ballads Collection (2000, MCA)
- 20th Century Masters - The Millennium Collection: The Best of Stephanie Mills (2000, MCA)
- Love Is to Listen - A Retrospective (2004, Expansion)
- Gold (2006, Hip-O)

## Sencillos
| 1974                                                                         | «Movin' in the Right Direction»                           | —   | —  | — | —  | —  | —  | —  |
| 1974                                                                         | «I Knew It Was Love»                                      | —   | —  | — | —  | —  | —  | —  |
| 1976                                                                         | «This Empty Place»                                        | —   | —  | — | —  | —  | —  | —  |
| 1979                                                                         | «What Cha Gonna Do with My Lovin'»                        | 22  | 8  | — | —  | —  | 82 | —  |
| 1979                                                                         | «You Can Get Over»                                        | 101 | 55 | — | 8  | —  | —  | —  |
| 1979                                                                         | «Put Your Body in It»                                     | —   | —  | — | 8  | —  | —  | —  |
| 1980                                                                         | «Sweet Sensation»                                         | 52  | 3  | — | 5  | —  | —  | —  |
| 1980                                                                         | «Never Knew Love Like This Before»                        | 6   | 12 | 5 | 5  | 14 | 32 | 4  |
| 1981                                                                         | «Two Hearts» (con Teddy Pendergrass)                      | 40  | 3  | — | 82 | —  | —  | 49 |
| 1981                                                                         | «Night Games»                                             | —   | 33 | — | —  | —  | —  | —  |
| 1982                                                                         | «Last Night»                                              | 101 | 14 | — | —  | —  | —  | —  |
| 1982                                                                         | «Keep Away Girls»                                         | —   | 13 | — | —  | —  | —  | —  |
| 1983                                                                         | «You Can't Run from My Love»                              | —   | 59 | — | 15 | —  | —  | —  |
| 1983                                                                         | «Pilot Error»                                             | —   | 12 | — | 3  | —  | —  | —  |
| 1983                                                                         | «How Come U Don't Call Me Anymore?»                       | —   | 12 | — | —  | —  | —  | —  |
| 1984                                                                         | «The Medicine Song»                                       | 65  | 8  | — | 1  | —  | —  | 29 |
| 1984                                                                         | «Edge of the Razor»                                       | —   | 47 | — | 14 | —  | —  | —  |
| 1984                                                                         | «In My Life»                                              | —   | —  | — | —  | —  | —  | 92 |
| 1985                                                                         | «Bit by Bit (Theme from Fletch)»                          | 78  | 52 | — | 15 | —  | —  | —  |
| 1985                                                                         | «Stand Back»                                              | —   | 15 | — | 7  | —  | —  | —  |
| 1986                                                                         | «King Holiday» (con The King Dream Chorus & Holiday Crew) | —   | 30 | — | —  | —  | —  | —  |
| 1986                                                                         | «I Have Learned to Respect the Power of Love»             | —   | 1  | — | —  | —  | —  | —  |
| 1986                                                                         | «Rising Desire»                                           | —   | 11 | — | —  | —  | —  | —  |
| 1987                                                                         | «I Feel Good All Over»                                    | —   | 1  | — | —  | —  | —  | —  |
| 1987                                                                         | «(You're Puttin') A Rush on Me»                           | 85  | 1  | — | 23 | —  | —  | 62 |
| 1987                                                                         | «Secret Lady»                                             | —   | 7  | — | —  | —  | —  | —  |
| 1988                                                                         | «If I Were Your Woman»                                    | —   | 19 | — | —  | —  | —  | —  |
| 1988                                                                         | «Where Is the Love» (con Robert Brookins)                 | —   | 18 | — | —  | —  | —  | —  |
| 1989                                                                         | «Something in the Way (You Make Me Feel)»                 | —   | 1  | — | —  | —  | —  | —  |
| 1989                                                                         | «Home»                                                    | —   | 1  | — | —  | —  | —  | —  |
| 1990                                                                         | «Comfort of a Man»                                        | —   | 8  | — | —  | —  | —  | —  |
| 1990                                                                         | «Real Love»                                               | —   | 53 | — | —  | —  | —  | —  |
| 1991                                                                         | «Heart to Heart» (con J.T. Taylor)                        | —   | 65 | — | —  | —  | —  | —  |
| 1991                                                                         | «This Christmas»                                          | —   | —  | — | —  | —  | —  | —  |
| 1992                                                                         | «All Day, All Night»                                      | —   | 20 | — | —  | —  | —  | 68 |
| 1993                                                                         | «Never Do You Wrong»                                      | —   | 33 | — | —  | —  | —  | 57 |
| 1999                                                                         | «Latin Lover»                                             | —   | —  | — | —  | —  | —  | —  |
| 2001                                                                         | «We Are Family» (con varios artistas)                     | —   | —  | — | —  | —  | —  | —  |
| 2003                                                                         | «Can't Let Him Go»                                        | —   | —  | — | —  | —  | —  | —  |
| 2005                                                                         | «Free»                                                    | —   | —  | — | —  | —  | —  | —  |
| 2012                                                                         | «So in Love This Christmas»                               | —   | —  | — | —  | —  | —  | —  |
| "—" denota que el lanzamiento no apareció en las listas en dicho territorio. |                                                           |     |    |   |    |    |    |    |